# Lloyd Axworthy
Pour les articles homonymes, voir Axworthy.
Lloyd Axworthy (né le 21 décembre 1939 à North Battleford, Saskatchewan) est un homme politique canadien.
À la fin des années 1960, il est assistant exécutif de Paul T Hellyer, ministre de la Défense.

## Biographie
En 1996, Axworthy est nommé ministre des affaires étrangères du Canada sous le gouvernement du premier ministre Jean Chrétien.
Il a notamment contribué au mouvement visant à bannir les mines antipersonnel. Il est aussi connu dans le milieu de l'éducation pour la réforme qu'il a menée sur le financement universitaire en 1994. Il est membre de Bilderberg. 
Libéral lors du retour au pouvoir de Jean Chrétien en 1993 il est nommé au sein du Cabinet. Il est d'abord
Ministre des ressources humaines puis se retrouve en 1996 au Ministère des affaires étrangères. Il entreprend une importante réforme fédérale des programmes sociaux qui implique une réduction du pouvoir des provinces et un maintien du pouvoir fédéral,. En 1995, cette réforme sera une des origines du référendum sur la séparation du Québec,.

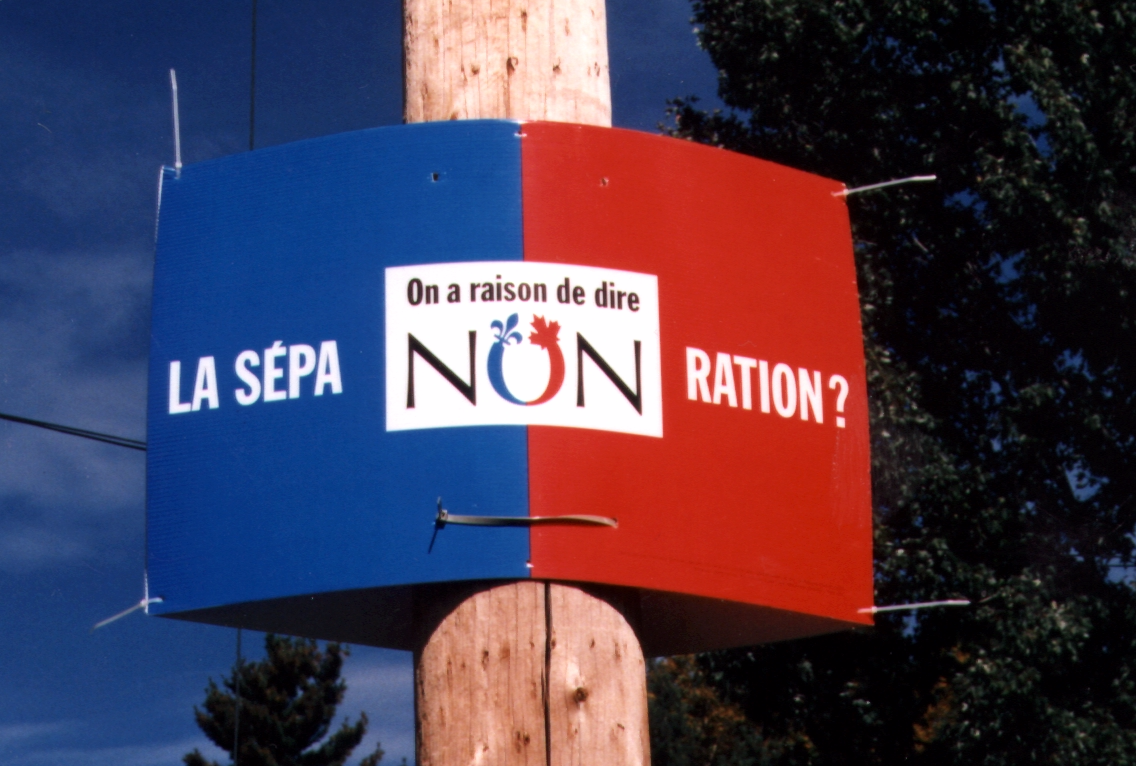
La réforme fédérale des programmes sociaux d'Axworthy sera en 1995 une des sources du référendum sur la séparation du Québec,.

## Distinctions
- 2003 : Officier de l'Ordre du Canada
- 1998 : Lauréat du Prix Nord-Sud, décerné par le Centre Nord-Sud du Conseil de l'Europe.
- 1980 : Conseil privé de la Reine pour le Canada[3]

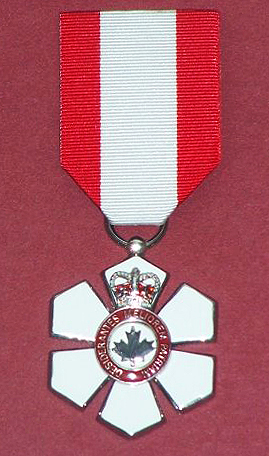
Lloyd Axworthy est décoré de l’Ordre du Canada.
Lloyd Axworthy fait partie du Conseil privé de la reine pour le Canada.